# Februarie 1985
Acest articol este generat integral pe baza informațiilor din articolul 1985 și este actualizat periodic de un robot.
 Editările făcute în articol vor fi șterse la următoarea actualizare! Dacă doriți să faceți modificări, editați articolul-sursă.

ianuarie -
februarie -
martie -
aprilie -
mai -
iunie -
iulie -
august -
septembrie -
octombrie -
noiembrie -
decembrie
Februarie 1985 a fost a doua lună a anului și a început într-o zi de vineri.

## Evenimente
- 1 februarie: Groenlanda părăsește Comunitatea Europeană, dar rămâne asociată ei sub forma unui "teritoriu de peste mări".

## Nașteri

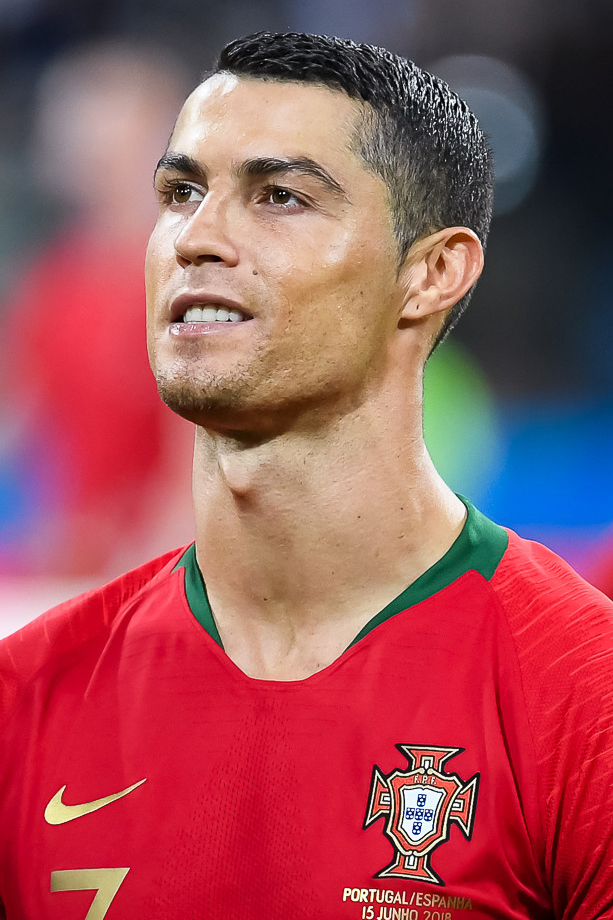
Cristiano Ronaldo, fotbalist portughez
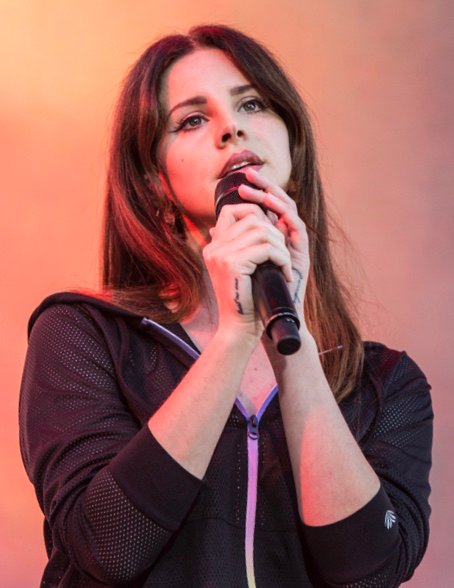
Lana Del Rey, cântăreață și compozitoare americană

- 2 februarie: Valentin Giorgian Bușcă, fotbalist român
- 3 februarie: Sara Carbonero, jurnalistă spaniolă
- 3 februarie: Andrei Vițelaru, fotbalist român
- 5 februarie: Cristiano Ronaldo (Cristiano Ronaldo dos Santos Aveiro), fotbalist portughez (atacant)
- 5 februarie: Jamie Brewer, actriță americană
- 6 februarie: Olberdam (Olberdam de Oliveira Serra), fotbalist brazilian
- 8 februarie: Habib-Jean Baldé, fotbalist francez
- 8 februarie: Jaba Dvali, fotbalist georgian (atacant)
- 9 februarie: David Gallagher (David Lee Gallagher), actor american
- 10 februarie: Cosmin Frăsinescu (Cosmin Valentin Frăsinescu), fotbalist român
- 11 februarie: Andrei Daniel Marinescu, fotbalist român (portar)
- 12 februarie: Andrei Octavian Bădescu, fotbalist român (portar)
- 14 februarie: Havana Brown, muziciană australiană
- 14 februarie: Philippe Sylvain Senderos, fotbalist elvețian
- 16 februarie: Ron Peter Vlaar, fotbalist din Țările de Jos
- 17 februarie: Iulian Mamele, fotbalist român
- 18 februarie: Drissa Diakité, fotbalist malian
- 18 februarie: Anton Julian Ferdinand, fotbalist britanic
- 19 februarie: Sławomir Konrad Peszko, fotbalist polonez
- 20 februarie: Charlie Kimball, pilot american Formula IndyCar
- 20 februarie: Andrei Sorin Popescu, fotbalist român (portar)
- 21 februarie: Georgios Samaras, fotbalist grec (atacant)
- 22 februarie: Vlad Gheorghe, politician român
- 25 februarie: Iulian Șerban, paracanoist român (d. 2021)
- 26 februarie: Fernando Llorente (Fernando Javier Llorente Torres), fotbalist spaniol (atacant)
- 27 februarie: Otman Bakkal, fotbalist din Țările de Jos
- 27 februarie: Thiago Neves, fotbalist brazilian
- 28 februarie: Diego Ribas da Cunha, fotbalist brazilian
- 28 februarie: Jelena Janković, jucătoare sârbă de tenis

## Decese
- 1 februarie: Grigore Hagiu, 51 ani, poet român (n. 1933)
- 4 februarie: Nae Roman (n. Nicolae Constantinescu), 75 ani, actor de revistă și solist român de operetă (n. 1909)
- 8 februarie: Alexandru Popa, 54 ani, istoric român (n. 1930)
- 8 februarie: Ioan Sima, 86 ani, pictor român (n. 1898)
- 14 februarie: Mugur Iulian Călinescu, 19 ani, luptător român împotriva regimului totalitar (n. 1965)